# دون نايت
دون نايت (بالإنجليزية: Don Knight)‏ هو ممثل بريطاني، ولد في 16 فبراير 1933 بمانشستر في المملكة المتحدة، وتوفي في 18 أغسطس 1997 في الولايات المتحدة.

## وصلات خارجية
- دون نايت على موقع IMDb (الإنجليزية)
- دون نايت على موقع قاعدة بيانات الفيلم (الإنجليزية)